# 하이화섬
하이화섬(중국어 간체자: 海花岛)는 중국 하이난성 단저우시의 북쪽 해안에 위치한 인공 군도이다. 헝다그룹이 건설했으며, 총 면적 381헥타르의 세 개의 작은 섬으로 이루어져 있다. 건설은 2020년까지 대부분 완료되었고, 2021년 1월 1일에 시범 투어가 시작되었다.

## 지리
오션 플라워 아일랜드는 중국 하이난성 양푸만에 위치한 인공 군도로, 단저우시의 북쪽 해안과 양푸반도 서쪽에 자리하고 있다. 총 면적 381헥타르의 세 개의 독립된 작은 섬으로 구성되어 있다.

## 역사
오션 플라워 아일랜드 건설 계획은 2015년에 발표되었고, 이 프로젝트에는 인민폐 1,600억 위안 (미화 240억 달러)의 초기 투자가 이루어졌다. 섬과 건물 건설은 2020년 말까지 대부분 완료되었고, 2021년 1월 1일에 첫 시범 투어가 진행되었다.
2020년 12월 부패 혐의로 유죄 판결을 받은 성급 중국공산당 관리인 장치는 하이난성의 환경 보호법을 위반하며 섬을 건설하기 위한 간척 프로젝트를 승인했다. 섬 건설로 인해 산호초와 굴 개체군이 손상되었다. 이후 섬 주변의 보호 구역 경계가 복원되었다.
2021년 10월 1일 국경절을 기념하기 위해 20만 명이 넘는 사람들이 섬을 방문했다.
2021년 12월 30일, 단저우시는 유동성 위기를 겪고 있던 개발사인 헝다에 섬에 있는 건물 39채를 철거하라고 명령했다. 이 건물들은 현지 도시 계획법을 위반하여 불법적으로 건설되었으며, 회사에는 10일 이내에 건물을 철거하라는 명령이 내려졌다. 헝다는 성명을 통해 철거 명령이 2번 섬의 2-14-1 구역에 있는 건물에만 적용되며, "오션 플라워 아일랜드 프로젝트의 다른 구역에는 영향을 미치지 않는다"고 밝혔다.

## 같이 보기
- 하이난성의 섬 목록
- 인공섬 목록